# Web Accessibility Initiative
Web Accessibility Initiative (WAI) – inicjatywa W3C mająca na celu zwiększenie szeroko rozumianej dostępności stron WWW. Oprócz dostępności dla osób niepełnosprawnych, WAI walczy o równouprawnienie wszelkich sposobów korzystania z Internetu.
Obecnie wiele stron nie wspiera obsługi dla osób z wadami wzroku lub słuchu, które używają specjalistycznych urządzeń do surfowania, użytkowników wolnych łączy internetowych, właścicieli urządzeń przenośnych (np. palmtopy, telefony komórkowe itp.), starych komputerów posiadających niskie rozdzielczości lub przeglądarki tekstowe.

## DziałalnośćWAI
- Tworzenie wytycznych odnośnie do dostępności do Sieci.
- Zapewnianie, że technologie sieciowe wspierają dostępność.
- Tworzenie narzędzi do ewaluacji oraz ułatwiania dostępności.
- Prowadzenie działań edukacyjnych.
- Koordynowanie prac badawczych i rozwoju.

## Zalecenia
WAI stworzyło i rozwija szereg dokumentów zawierających zalecenia dotyczące dostępności:
- Web Content Accessibility Guidelines (WCAG) - dotyczy treści na stronach internetowych.
- Authoring Tool Accessibility Guidelines (ATAG) - dotyczy oprogramowania służącego do tworzenia stron internetowych.
- User Agent Accessibility Guidelines (UAAG) - dotyczy przeglądarek internetowych
- Evaluation and Report Language (EARL)
- Accessible Rich Internet Applications (WAI-ARIA)